# Филипенко, Алексей Афанасьевич
Алексей Афанасьевич Филипенко (Филиппенко) (27.04.1925, Гомельская область — 21.08.1957, Гомельская область) — советский военнослужащий, участник Великой Отечественной войны, полный кавалер ордена Славы, стрелок; пулемётчик 457-го стрелкового полка 129-й стрелковой дивизии 3-й армии, ефрейтор.

## Биография
Родился 27 апреля 1925 года в деревне Бабичи Чечерского района Гомельской области Белоруссии в крестьянской семье. Белорус.
Окончил 7 классов. В РККА и в боях Великой Отечественной войны с октября 1943 года. Член ВКП(б)/КПСС с 1944 года. Сражался с вражескими захватчиками на 1-м, 2-м и 3-м Белорусских фронтах. Отличился в боях за освобождение Белоруссии и в разгроме немецко-вражеской группировки в Восточной Пруссии.
Стрелок 457-го стр. полка ефрейтор Алексей Филипенко в ночь на 24 февраля 1944 года в бою за деревню Большая Коноплица Рогачёвского района Гомельской области Белоруссии одним из первых ворвался во вражескую траншею, уничтожил гранатами огневую точку и взял в плен гитлеровца.
1 марта 1944 во время захвата высоты близ шоссе Веричев — Озераны, севернее города Рогачёва Гомельской области, ворвавшись в траншею, уничтожил офицера. Рискуя жизнью, вынес с нейтральной полосы раненого командира.
Приказом по 129-й стрелковой дивизии от 12 апреля 1944 года за мужество и отвагу проявленные в боях ефрейтор Филипенко Алексей Афанасьевич награждён орденом Славы 3-й степени.
28 июня 1944 года ефрейтор Алексей Филипенко, участвуя в ликвидации окруженного противника у деревни Букино, расположенной в семи километрах севернее города Бобруйска Могилёвской области Белоруссии, в бою истребил огнём из автомата более десятка противников.
Приказом по 3-й армии от 28 августа 1944 года за мужество и отвагу проявленные в боях ефрейтор Филипенко Алексей Афанасьевич награждён орденом Славы 2-й степени.
Пулеметчик 457-го стр. полка ефрейтор Алексей Филипенко в период с 14 января по 25 февраля 1945 года в боях в Восточной Пруссии не раз проявлял отвагу, смелость и мужество.
22 февраля 1945 года в районе населённого пункта Лилиенталь, расположенного в четырёх с половиной километрах северо-западнее польского города Пененжно, участвовал в отражении пяти контратак противника. Заменил выбывшего из строя командира взвода и руководил боем до выполнения боевой задачи. Был ранен, но поля боя не покинул.
Указом Президиума Верховного Совета СССР от 19 апреля 1945 года за образцовое выполнение заданий командования в боях с немецко-вражескими захватчиками ефрейтор Филипенко Алексей Афанасьевич награждён орденом Славы 1-й степени, став полным кавалером ордена Славы.
В 1947 году младший сержант Филипенко А. А. демобилизован. Жил в городе Калининград — областном центре Калининградской области. Скончался 21 августа 1957 года. Похоронен в деревне Бабичи Чечерского района Гомельской области Белоруссии.
Награждён орденами Славы 1-й, 2-й и 3-й степени, медалями.